# Système de gestion de l'information du laboratoire
Un système de gestion de l'information du laboratoire, SIL ou SGL (en anglais LIMS pour Laboratory Information Management System), est un progiciel de gestion intégré spécialisé assurant les principaux processus d'un laboratoire de recherche, laboratoire d'analyses médicales ou tous types de laboratoires. Il gère par exemple la saisie sur le terrain et la traçabilité des échantillons, les utilisateurs, les instruments (principalement des automates), les stocks et approvisionnements, le suivi des produits et des équipements, les dossiers des patients.

## Description
Les laboratoires doivent assurer la traçabilité et la qualité des données et utilisent pour cela des applications informatiques qui se déclinent en plusieurs catégories :
- LIMS (Laboratory Information Management System), SIL en Français ;
- ELN (Electronic Laboratory Notebooks) ;
- SDMS (Scientific Data Management Systems) ;
- LPM (Laboratory Process Management) ;
- ISA (Instrumentation Software Automation) parfois appelé incorrectement "Middleware" en France.

Les applications LIMS sont les plus répandues et offrent un choix de fonctionnalités pouvant répondre à la majorité des besoins d’un laboratoire, en particulier pour satisfaire aux exigences de qualité et de traçabilité des organismes de contrôle et d'accréditation et faire face à l'augmentation exponentielle du volume de données à traiter.
Les fonctionnalités principales des LIMS,, :
- gestion des analyses et des séquences associées ;
- gestion des données techniques des articles : identification, définition, fournisseurs ;
- gestion des échantillons ;
- analyse comparative des données ;
- gestion des méthodes : modes opératoires des analyses ;
- gestion de la traçabilité des lots ;
- gestion de la charge des laboratoires : temps unitaire par analyse, capacité des équipements ;
- gestion des coûts : produits consommables, taux horaires ;
- enregistrement des incidents : commentaires, anomalies ;
- contrôle des fournisseurs : qualification / homologation, fréquence des analyses, suivi des résultats ;
- gestion des documents de la qualité ;
- communication vers les équipements et vers les systèmes d’informations d’entreprise (progiciel de gestion intégré, MES, GMAO, GED, maîtrise statique des procédés) ;
- conformité aux normes et exigences règlementaires (exemple : de la FDA 21 CFR Part 11), ainsi qu’aux exigences de traçabilité ;
- simulation et planification de la charge, visualisation des ressources disponibles ;
- aide à la décision.

On retrouve des LIMS dans tous les laboratoires. Il existe des laboratoires dans tous les secteurs d’activité. Ils sont omniprésents dans les sciences de la vie : santé humaine, animale ou végétale, environnement... On distingue des laboratoires de Recherche et Développement, des laboratoires de biologie médicale et les laboratoires de référence. Mais on en trouve également dans tous les domaines industriels.
Dans le domaine de la biologie médicale, le SIL est parfois complété par d'autres composants intégrés ou dissociés comme le système de gestion de la qualité (Quality Management Software - QMS - en anglais), le Middleware (ISA en anglais), voire le serveur de résultats électroniques pour les patients.
Santé :
- Biotechnologie,(Etudes Cliniques)
- Santé humaine (Analyses),
- Santé animale (Produits vétérinaires),
- Santé végétale (Produits phyto-sanitaires),
- Environnement,
- Cosmétique.

Industrie :
- Chimie (Chimie fine, textile, colorants, fragrances…),
- Pétrochimie,
- Agroalimentaire,
- Énergie.

Biens de consommation et d’équipements :
- Matériaux,
- Électronique.

Ces secteurs comptent plusieurs types de laboratoires ayant des activités diverses : 
- Recherche et développement,
- Analyse et diagnostic,
- Contrôle de production.

Ces laboratoires sont également caractérisés par des structures diverses : 
- Laboratoire interne,
- Laboratoire prestataire de service offrant une ou plusieurs techniques,
- Laboratoire de référence,
- Laboratoire institutionnel[5],[1].